# Karhunpäänsaari (ö i Södra Savolax, S:t Michel, lat 61,78, long 26,73)
Karhunpäänsaari är en ö i Finland. Den ligger i sjön Puula och i kommunen Hirvensalmi i den ekonomiska regionen  S:t Michel och landskapet Södra Savolax, i den södra delen av landet, 200 km nordost om huvudstaden Helsingfors. Öns area är 0,4 hektar och dess största längd är 110 meter i nord-sydlig riktning.